# Ro-68
Ro-68 — підводний човен Імперського флоту Японії, який брав участь у Другій світовій війні.
Корабель, який спорудили у 1925 році на верфі компанії Mitsubishi в Кобе, належав до підтипу L4 (він же тип Ro-60) типу L.
Станом на момент вступу Японії у Другу світову війну Ro-68 належав до 33-ї дивізії підводних човнів Четвертого флоту, який відповідав за операції в Океанії. Як наслідок, корабель перебував на атолі Кваджелейн на Маршаллових островах (до середини 1942-го японські підводні сили активно використовували цю передову базу).
4 грудня 1941-го Ro-68 вийшов з бази і попрямував у південно-східному напрямку для патрулювання в районі острова Гауленд, який лежить майже за дві тисячі кілометрів на південний схід від Кваджелейна. 10 грудня корабель перенаправили до розташованого за сім десятків кілометрів на південь від Гауленду острова Бейкер, де на думку японців могла бути база ворожих літаючих човнів (фактично на Бейкері перебували лише троє цивільних). У перші години 11 грудня Ro-68 провів обстріл Бейкера зі своєї палубної гармати, а 15 грудня повернувся на Кваджелейн (можливо відзначити, що під вечір 11 грудня бомбардування Бейкера також провів підводний човен Ro-64).
24—27 грудня 1941-го Ro-68 пройшов до острова Вейк, що лежить за вісім сотень кілометрів на північ від Маршаллових островів (японці захопили Вейк 23 грудня). Кілька діб корабель патрулював у цьому районі, а 2—7 січня 1942-го пройшов на атол Трук у центральній частині Каролінських островів, де ще до війни облаштували головну базу японського ВМФ у Океанії. 15—29 січня він здійснив звідси похід на південь, під час якого рекогносцирував Рабаул на острові Нова Британія (після захоплення 23 січня японським десантом стане головною передовою базою для подальшого просування на Соломонові острови та Нову Гвінею), а потім патрулював в районі мису Сент-Джордж (біля південного входу до протоки, що веде до Рабаула між островами Нова Британія та Нова Ірландія).
18 лютого 1942-го Ro-68 попрямував з Труку для патрулювання в районі Маршаллових островів, а 11 березня прибув на Кваджелейн. 16 березня — 3 квітня підводний човен здійснив перехід із зупинкою на Сайпані (Маріанські острови) до Майдзуру (обернене до Японського моря узбережжя Хонсю), де підводні човни його дивізії проходили ремонт.
У першій половині червня 1942-го Ro-68 повернувся на Трук, втім, вже 27 червня він вирушив назад до метрополії. 4 липня корабель прибув до Йокосуки, а за кілька діб після цього 33-тю дивізію перевели до П'ятого флоту, відповідального за операції в північній зоні (Хоккайдо, Курильські та Алеутські острови).
24—29 липня 1942-го Ro-68 пройшов з Йокосуки до Парамуширу (Курильські острови), звідки рушив на схід та 4 серпня прибув до Киски — одного з двох островів на заході Алеутського архіпелагу, захоплених японцями на початку червня в межах мідвейсько-алеутської операції. До кінця вересня корабель базувався на Киску, при цьому він шість разів виходив для патрулювання біля цього острова (перший раз метою виходу був пошук американських кораблів, які 7 серпня обстріляли Киску). 14 вересня під час ворожого авіанальоту на гавань Киски на човні внаслідок обстрілу вийшли з ладу обидва перископи. 26 вересня — 5 жовтня Ro-68 пройшов до Майдзуру, при цьому з 25 вересня його дивізія належала до ескадри підводних човнів Куре (виконувала функції навчальної). 6—8 листопада 1942-го Ro-68 перейшов до Куре.
15 серпня 1944-го корабель перевели до Сил охорони Куре (Kure Guard Force), а з 5 травня 1945-го він належав до 51-ї дивізії підводних човнів.
Оголошення про капітуляцію Японії підводний човен застав у Майдзуру. В листопаді 1945-го його виключили зі списків ВМФ, а в квітні 1946-го затопили в Японському морі.